# Underrättelseassistent
Underrättelseassistent är en plutonsbefälsbefattning i svenska försvaret. Utbildningen sker på Tolkskolan och underrättelseassistentskolan, som är en del av Försvarsmaktens underrättelse- och säkerhetscentrum.

## Internationell tjänst
| Befattning                            | Kod   | Nivå   | Insatsområde          | Enhet  | Krav på militär bakgrund svensk värnplikt | Befattningslön | År Källa |
| ------------------------------------- | ----- | ------ | --------------------- | ------ | ----------------------------------------- | -------------- | -------- |
| Underrättelseassistent/stabsassistent | AF106 | CF1    | Afghanistan           | NIC    | Nej                                       | 23 800 kr      | 2009     |
| Underrättelseassistent MSE            | CB214 | OR 5,6 | Nordic Battlegroup 11 | MSE    | Ja                                        | 23 800 kr      | 2009     |
| Underrättelseassistent                | IS003 | OR5    | Nordic Battlegroup 11 | ISTAR  | Ja                                        | 23 800 kr      | 2009     |
| Underrättelseassistent                | AB726 | OR 4   | Kosovo                | NIC    | Ja                                        | 23 800 kr      | 2009     |
| Underrättelseassistent                | AB726 | OR 4   | Afghanistan           | PRT PO | Ja                                        | 23 800 kr      | 2009     |
| Underrättelseassistent/Stabsassistent | AF106 | CF1    | Afghanistan           | NIC    | Nej                                       | 23 800 kr      | 2010     |
| Underrättelseassistent/Bilförare      | AF108 | OR4    | Afghanistan           | NIC    | Ja                                        | 23 800 kr      | 2010     |
| Underrättelseassistent/Bilförare      | FS21  | OR4    | Afghanistan           | NIC    | Ja                                        | 23 800 kr      | 2011     |

Förklaringar
- Nivå, se Civilanställd#Nivåindelning av den svenska försvarsmaktens civilanställda personal.
- MSE = Mission Support Element – motsvarar stabsfunktionen för flygförband.[8]
- NIC = National Intelligence Cell i Kabul, som stödjer både ISAF i stort och den svenska insatsen med underrättelser.[9]
- PRT = Provincial Reconstruction Team i Mazar-i-Sharif.[10]
- PO = Provincial Office i respektive provinserna Balkh, Samangan, Jowzjan och Sar-e-Pul.[10]